# Over the Garden Wall (1919)
Over the Garden Wall é um filme mudo do gênero comédia romântica produzido nos Estados Unidos e lançado em 1919. É atualmente considerado filme perdido.